# تصميم الحدائق والمنتزهات

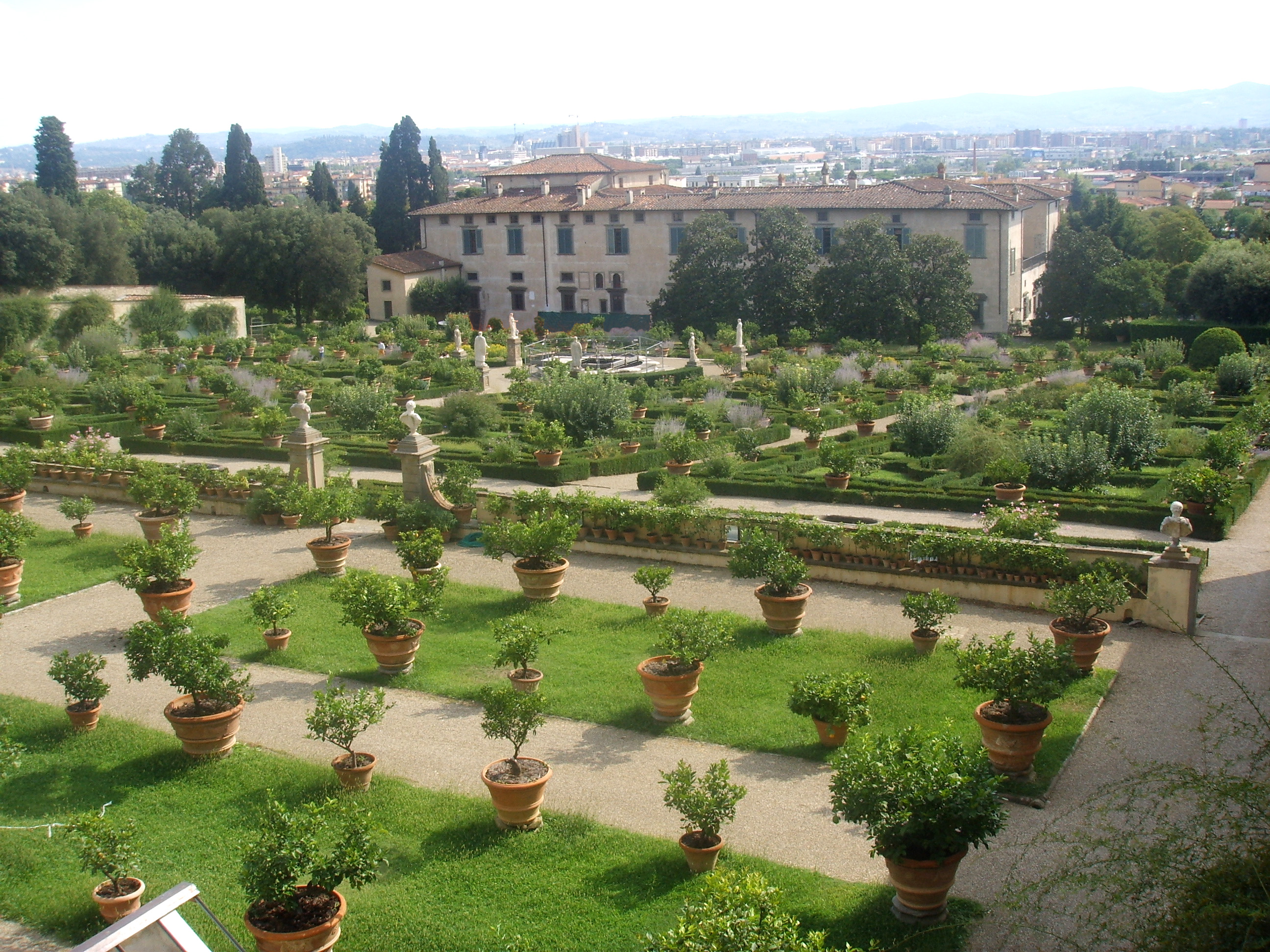

```
يعتبر 
تصميم الحدائق والنتزهات
 مهنة مستقلة وتقليد في الفن 
والتصميم
 يمارسها مصممو المناظر الطبيعية وتجمع بين 
الطبيعة
 
والثقافة
 بأسلوب معاصر حيث يربط تصميم المناظر الطبيعية بين هندسة المناظر الطبيعية وتصميم الحدائق.
[
1
]
[
2
]
[
3
]
```

## نطاق التصميم
يركز تصميم المناظر الطبيعية على كل من التخطيط الرئيسي المتكامل للمناظر الطبيعية للممتلكات وتصميم الحديقة المحدد لعناصر المناظر الطبيعية والنباتات داخلها بإمكاننا أن نعتبر أن من مكونات تصميم المناظر الطبيعية الاستدامة العملية والجمالية والبستنة والتي تنقسم إلى تصميم المساحات غير َالمعشبة أو الكبيرة وتصميم مساحات معشبة. غالبا ما يحدث تعاون بين مصمم والمناظر الطبيعية مع التخصصات ذات الصلة مثل الهندسة المعمارية والهندسة المدنية والمساحة والتخصصات الحرفية.
قد تتضمن مشاريع التصميم اثنين من الأدوار المهنية المهمة مثل: تصميم المناظر الطبيعية وهندسة المناظر الطبيعية تصميم المناظر الطبيعية غالبا ما يتضمن تصميم المناظر الطبيعية.
1. تصميم المناظر الطبيعية: غالبا ما يتضمن تصميم المناظر الطبيعية الحرفية والبراعة والتكوين الفني والخبرة والبستنة  والتركيز على أدق التفاصيل بدءا من المراحل الأولية حتى الشكل النهائي.
2. هندسة المناظر الطبيعية: تركز هذه الهندسة من أكثر على التخطيط العمراني مثل المدن والحدائق العامة والشركات. أي بمعنى آخر تعمل على نطاق أوسع من تصميم المناظر الطبيعية.

## اسلوب التصميم
```
تبدأ أولى مراحل تصميم المناظر الطبيعية بالبحث وجمع الأفكار ووضع الخطة وتحديدها. يجب الأخذ بعين الاعتبار عوامل التصميم وتأثيرها مثل المناخ، التضاريس، الاتجاهات، الصرف الصحي في الموقع والمياه الجوفية، قوانين بناء البلدية والموارد، التربة والري، المرافق الترفيهية، الإضاءة، سلامه الممتلكات وأمنها، وتفاصيل البناء وغيرها الكثير من الاعتبارات.

تتضمن عوامل التصميم أيضا صفات ذاتية من عبقرية الموقع (صفات الموقع الخاصة)، احتياجات العميل وتفضيلاته، النبات والعناصر المرغوبة للاحتفاظ بها في الموقع وتعديلها أو استبدالها، التكوين الفني، التنمية والتعريف المكاني باستخدام الخطوط، الإحساس بالحجم والتوازن والتماثل واللوحات النباتية ونقاط اتصال الفنية. هناك عدد لا يحصى من العوامل والاعتبارات التي تؤثر على  العملية المعقدة في تصميم حديقة جميلة والتي يمكن استغلالها بشكل جيد وتعمل على ازدهار العمل مع مرور الوقت. 

تتيح التكنولوجيا الحديثة لتصميم المناظر الطبيعية عبر الإنترنت لمهندسي الحدائق المحترفين تصميم المواقع عن بعد وتخطيطها من خلال معالجة الصور ثنائية الأبعاد دون زيارة الموقع فعلياً. 
```

## التدريب
```
بَدَأَ بالناحية التاريخية تم تدريب مصممي المناظر الطبيعية على يد مدربين محترفين - مثل أندريه لو نوتر الذي تدرب مع والده قبل تصميم حدائق فرساي - وغيره من الأساتذة البارعين في هذا المجال. تم اختيار اسم بستاني المناظر الطبيعية لقسم مصممي الحدائق في أوروبا والأمريكيتين. وفي عام 1890 تم إنشاء تصنيف متميز للمهندي المناظر الطبيعية، مع متطلبات الاختبار التعليمي والترخيص لاستخدام العنوان بشكل قانوني.  بياتريكس فاران المرأة الوحيدة في المجموعة المؤسسة التي رفضت لقب بستاني المناظر الطبيعية وذلك لأنها لأنها رأت أن  تلبيه رغبات العميل والاحتياجات الفنية للمشروع والموهبة والمؤهلات القانونية والخبرة تتغلب على التسمية أو اللقب. 

ظهر التعليم المؤسسي لتصميم المناظر الطبيعية في أوائل القرن العشرين. ومع الوقت أصبح متاحا على مستويات مختلفة. يتم تقديم برامج بستنة الزينة مع مكونات التصميم في كلية المجتمع والجامعات وداخل مدارس الزراعة أو البستنة مع بدء تقديم الشهادات تنسيق الحدائق أو المناظر الطبيعية. تتواجد أقسام هندسة المناظر الطبيعية داخل كليات الجامعة للهندسة المعمارية أو التصميم البيئي مع تقديم شهادات البكالوريوس والدراسات العليا. 

هناك طرق تدريب أخرى مثل التلمذة الصناعية غير الرسمية مع مصممي المناظر الطبيعية والمهندسين والمقاولين البستانيين وبرامج المحاضر في الحدائق النباتية والعامة. نظراً إلى أن عنوان مصممين مناظر الطبيعية لا يتطلب درجه جامعيه أو متطلبات ترخيص لاستخدامها فهناك مجموعة كبيرة جدا من التطور والموهبة الجمالية والخبرة الفنية ونقاط القوة التي يجب أن تتوافق بشده مع متطلبات العميل والمشروع المحدد.
```

## الحدائق
إن العديد من المصممين للمناظر الطبيعية يبدون الكثير من الاهتمام حول الحدائق والبستنة. وتتميز الحدائق بأنها غير ثابتة ومستمرة بالفعالية والتغير بعد الانتهاء من الغرس والبناء، لذلك تتصف في بعض النواحي بأنها غير منجزة.
تعتمد المشاركة في إدارة المناظر الطبيعية والتوجيه المستمر للحديقة وتطويرها ورعايتها على احتياجات العميل وميوله واحترافية المصمم. مع العلم أن هناك العديد من التخصصات المناظر الطبيعية المترابطة يمكن أن يكون هناك تداخل في الخدمات المقدمة تحت عناوين مصمم المناظر الطبيعية أو بستاني محترف.

## معرض صور

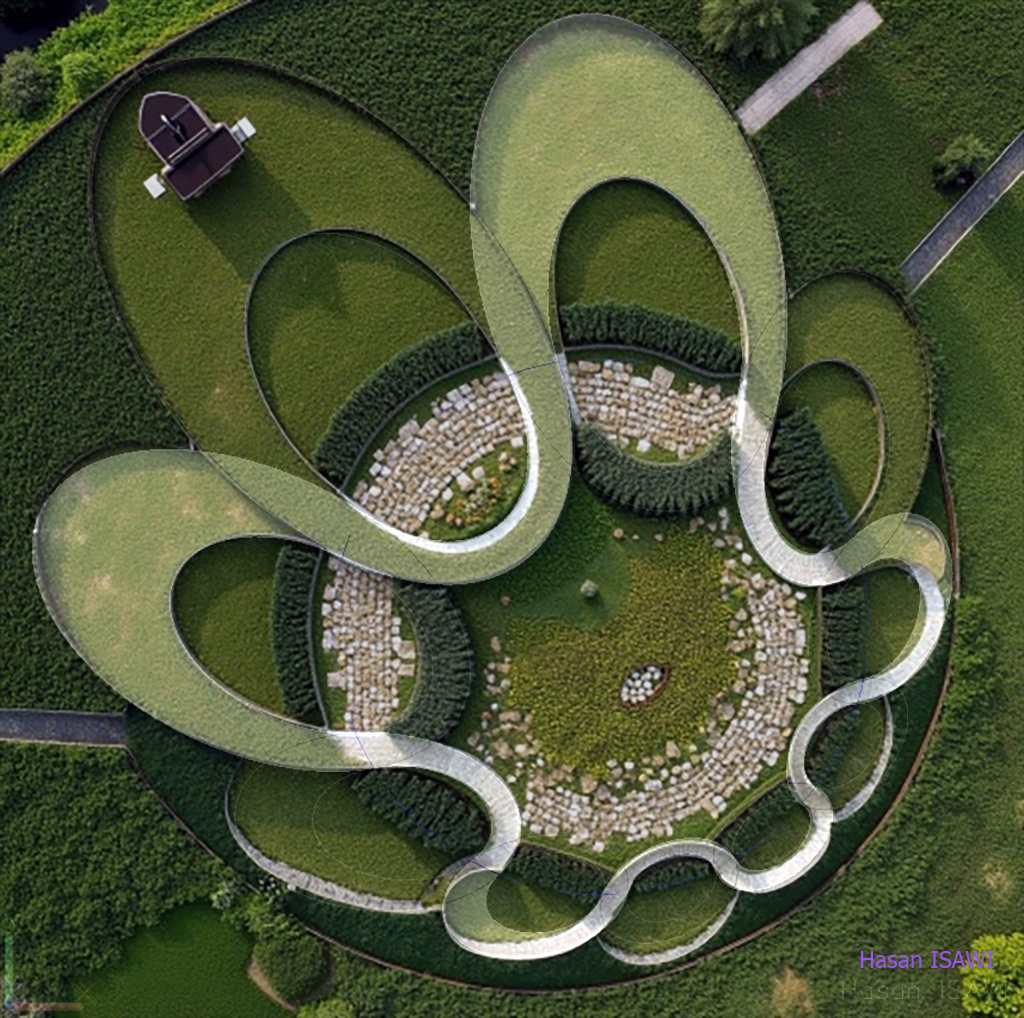
مقترح لتصميم حديقة مكونة  من سلسلة من المخروطيات غير المتماثلة، والتي تتقاطع وتتلامس بشكل متبادل